# Betul-Bazar
Betul-Bazar é uma cidade e uma nagar panchayat no distrito de Betul, no estado indiano de Madhya Pradesh.

## Demografia
Segundo o censo de 2001, Betul-Bazar tinha uma população de 9645 habitantes. Os indivíduos do sexo masculino constituem 51% da população e os do sexo feminino 49%. Betul-Bazar tem uma taxa de literacia de 73%, superior à média nacional de 59,5%; com 56% para o sexo masculino e 44% para o sexo feminino. 12% da população está abaixo dos 6 anos de idade.